# Polixéna
A Polixéna görög mitológiai eredetű női név, a jelentése vendégszerető.

## Gyakorisága
Az 1990-es években szórványos név, a 2000-es években nem szerepel a 100 leggyakoribb női név között.

## Rokon név
Pólika

## Névnapok
- július 30.
- szeptember 23.

## Híres Polixénák, Polixéniák
- Polixénia Krisztina hessen–rheinfels–rottenburgi tartománygrófnő (1706–1735) III. Károly Emánuel szárd–piemonti király felesége
- Daniel Polixénia (1720–1775) írónő
- Pulszky Polixénia (1857–1921) írónő